# 西班牙的卡洛塔·若阿金娜
卡洛塔·若阿金娜（西班牙語：Carlota Joaquina，1775年4月25日—1830年1月7日）是葡萄牙、巴西王后和西班牙公主，国王若昂六世的妻子。
卡洛塔·若阿金娜是帕尔马郡主瑪麗亞·路易莎和西班牙国王卡洛斯四世的女儿。1785年，十岁的她在和葡萄牙王子若昂结婚。若阿金娜婚后育有九名孩子。她在葡萄牙并不受人民欢迎，也公开反对她丈夫。1821年，她從巴西回到葡萄牙后被軟禁至去世。